# 福島県道261号大甕磐城太田停車場線
福島県道261号大甕磐城太田停車場線（ふくしまけんどう261ごう おおみかいわきおおたていしゃじょうせん）は、福島県南相馬市を通る一般県道である。

## 路線概要
- 起点：南相馬市原町区大甕字鶴蒔
- 終点：南相馬市原町区高字金井神（JR常磐線 磐城太田駅北側）
- 総延長：1.953km[1]
  - 実延長：1.831km
- 路線認定年月日：1959年8月31日[2]

### 道路施設
宝来橋
- 全長：16.5m
- 幅員：5.4m
- 竣工：1972年[3]

原町区大甕字島前、字舟場から高字舟場、字八斗蒔に至り、二級水系太田川水系牛川を渡る。

## 通過する自治体
- 南相馬市

## 接続・交差する道路
- 国道6号（福島県道262号小浜字町線重用区間）（原町区大甕字鶴蒔 起点）
- 福島県道169号磐城太田停車場線（原町区高字金井神 終点）